# Hetty Heyster
Hetty Heyster (* 17. März 1943 in Nijmegen) ist eine niederländische Bildhauerin.

## Leben und Werk
Hetty Heyster studierte von 1966 bis 1967 in Montreal an der School of Arts and Design und anschließend bis 1971 an der Willem de Kooning Academie in Rotterdam, unter anderem bei Arie Teeuwisse. Entgegen der Strömung des Minimalismus in der Bildenden Kunst und der Verwendung neuer Materialien entschied Hetty Heyster sich jedoch, figurativ zu arbeiten, die Natur als Ausgangspunkt zu nehmen und in Bronze zu arbeiten.
Hetty Heyster fertigt ausschließlich Tierbildnisse, die sie so natürlich und ursprünglich wie möglich abbilden will. Zahlreiche ihrer Werke stehen unter anderem im Ouwehands Dierenpark in Rhenen, im Zoologischen Garten Artis in Amsterdam, dem DierenPark Amersfoort und dem Moskauer Zoo. Von September 2017 bis März 2018 wurde im Henriette Polak Museum in Zutphen mit „Lifeforce – Dier in beeld, Hetty Heyster & de animalierkunst“ eine große Retrospektive ihrer Arbeiten gezeigt. In dieser Ausstellung wurden auch Werke ihrer Vorbilder wie Arie Teeuwisse, Karel Trompeneers, Jaap Kaas, Ewald Mataré, Antoine Louis Barye und Rembrandt Bugatti ausgestellt. 2017 kaufte das Museum Henriette Polak mehrere ihrer Werke. 2023 kamen durch eine Schenkung Hetty Hesters neunzehn Skulpturen und zwei Zeichnungen dazu.
Hetty Heyster ist seit 1983 Mitglied im Nederlandse Kring van Beeldhouwers NKVB, seit 1992 bei der Stichting Beeldrecht, seit 1997 in der Landelijk Kunstenaars Genootschap de Ploegh in Amersfoort und seit 2002 bei Arti et Amicitiae in Amsterdam.

## Ausstellungen (Auswahl)
- 1983: Natuur en Sculptuur XIII. Kunstzaal De Hoge Hees, Eersel
- 1983: Beelden in de kapel. Kunstcentrum Catharinakapel, Harderwijk
- 1984: Galerie '84. Nationale Stichting Nieuwe Kerk Amsterdam
- 1996: Grafiek. Galerie De Ploegh, Amersfoort / Gemeentemuseum Het Rondeel, Rhenen
- 1997: KunstRAI. Galerie De Ploegh, Amersfoort
- 1999: dieren in het landschap, vee verbeeld. Kunst en landschap IV Internationaal kunstproject. Lochem/Barchem
- 2005: De Salon 2005. 	Arti et Amicitiae, Rokin 112 Amsterdam
- 2006: Beeldentuinexpositie. Galerie De Ploegh, Soest[5]

## Werke im öffentlichen Raum (Auswahl)
- Karbouw (1984). Artis, Amsterdam
- Rij-pony. Prinz Willem-Alexander Reitschule, Amsterdam
- Schaap (1986). Schaapkenslaan/Harry Jurgenslaan, Berkel-Enschot, Provinz Noord-Brabant
- Jonge pantserneushoorn (1988). Artis, Amsterdam
- Pinguïns (1988). Artis, Amsterdam
- Gorilla en jong (1993). Artis, Amsterdam
- Vogels (1993). Bemmel
- Zeeleeuwen (1994). Schwimmbad „De Duker“, Bikkersweg 96, Bunschoten-Spakenburg
- Twee Cheetahs (1999). Artis, Amsterdam
- Pelikaan (2004). Skulpturenpark De Havixhorst, De Schiphorst, Gemeinde Meppel[6]

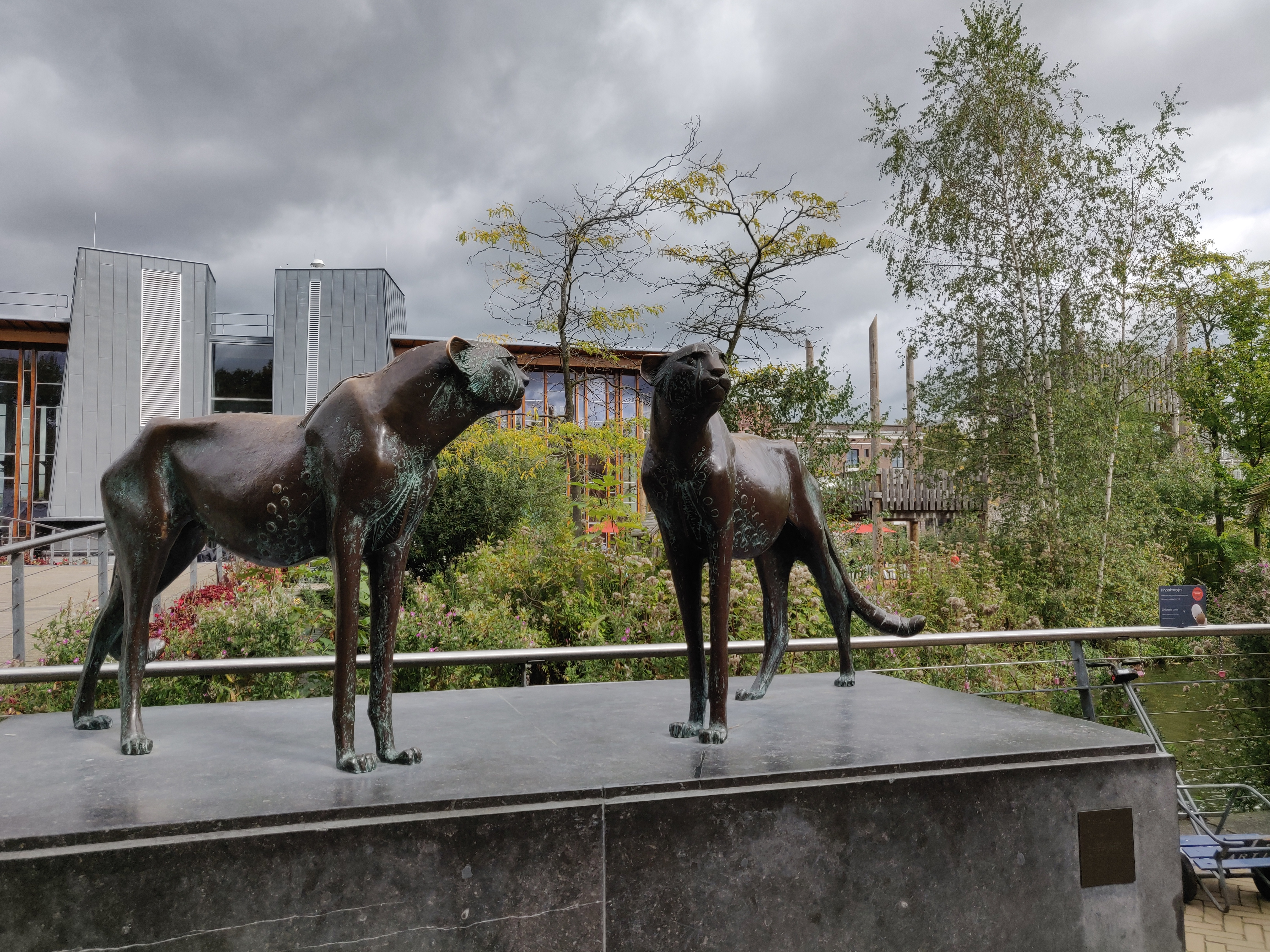
Twee Cheetahs (1999)
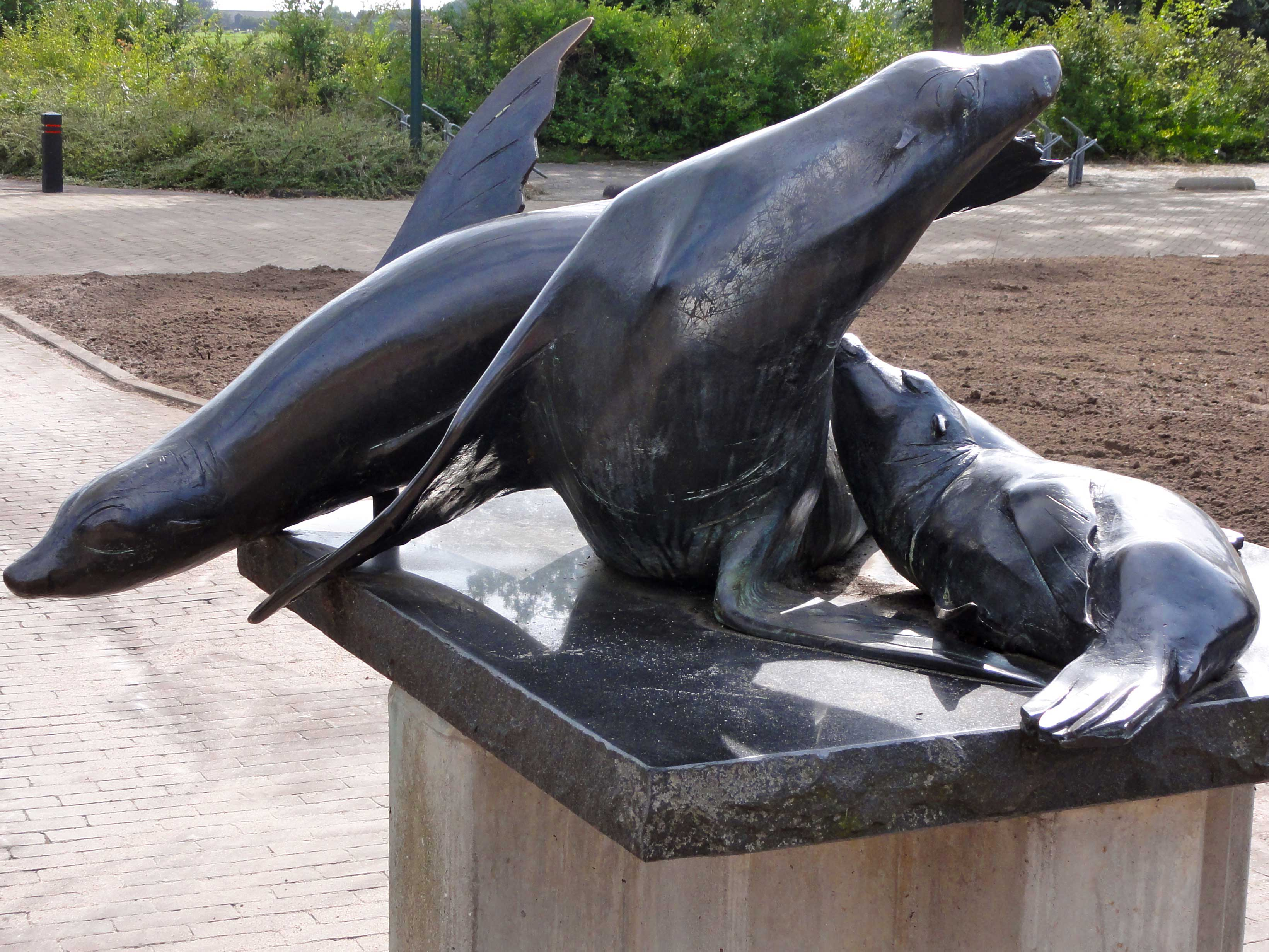
Zeeleeuwen (1994)
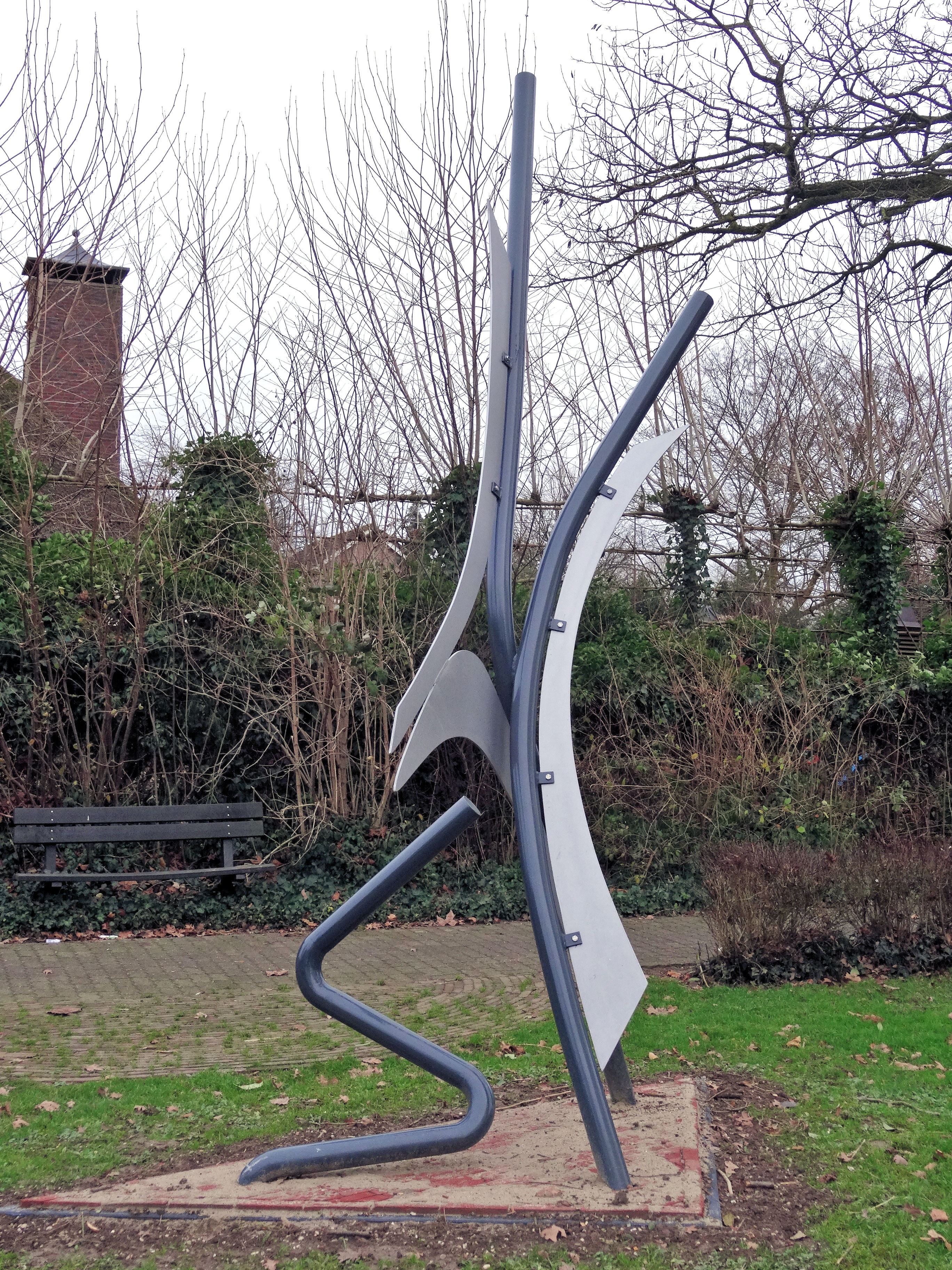
Vogels (1993)
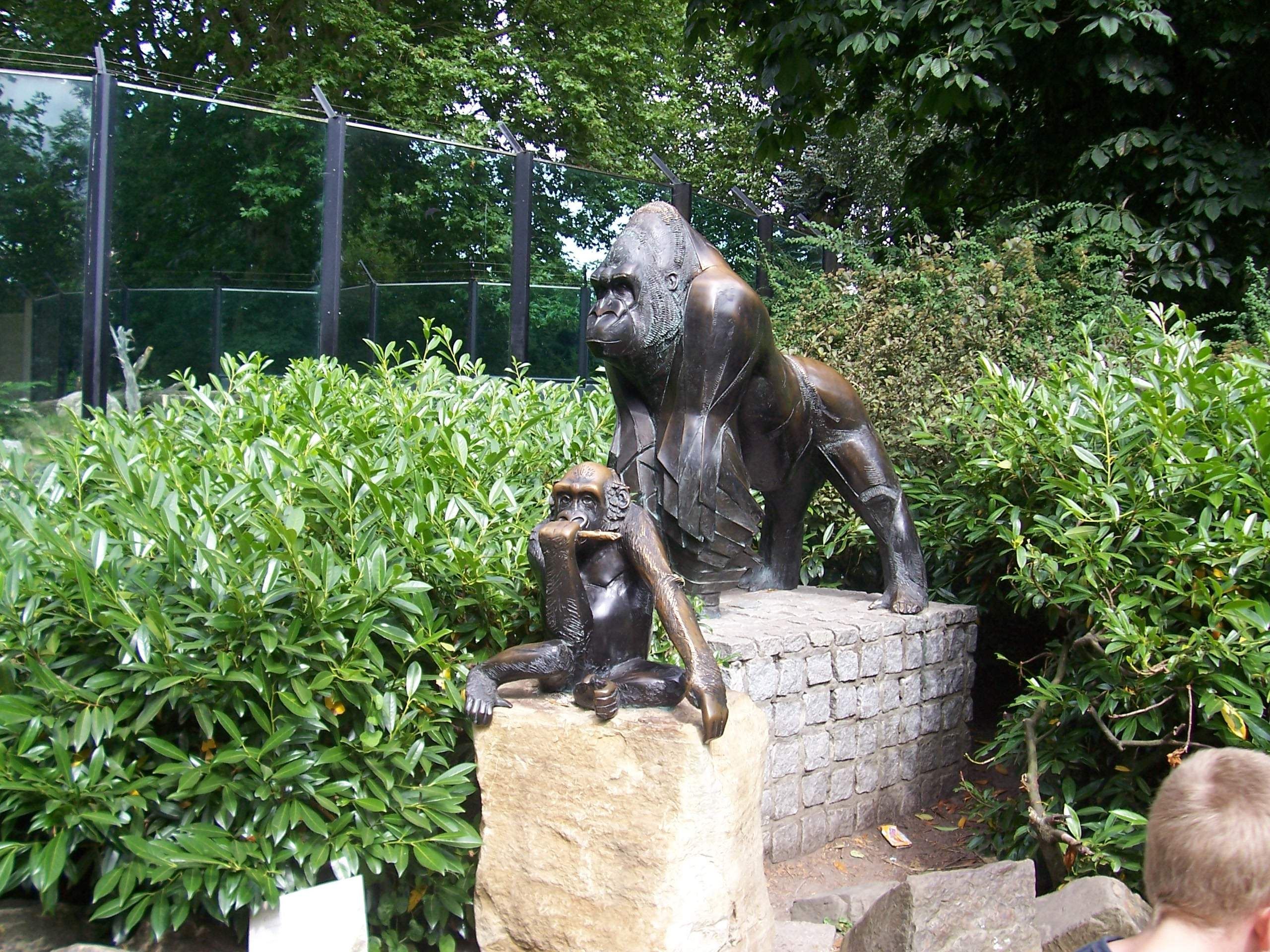
Gorilla met jong (1993)
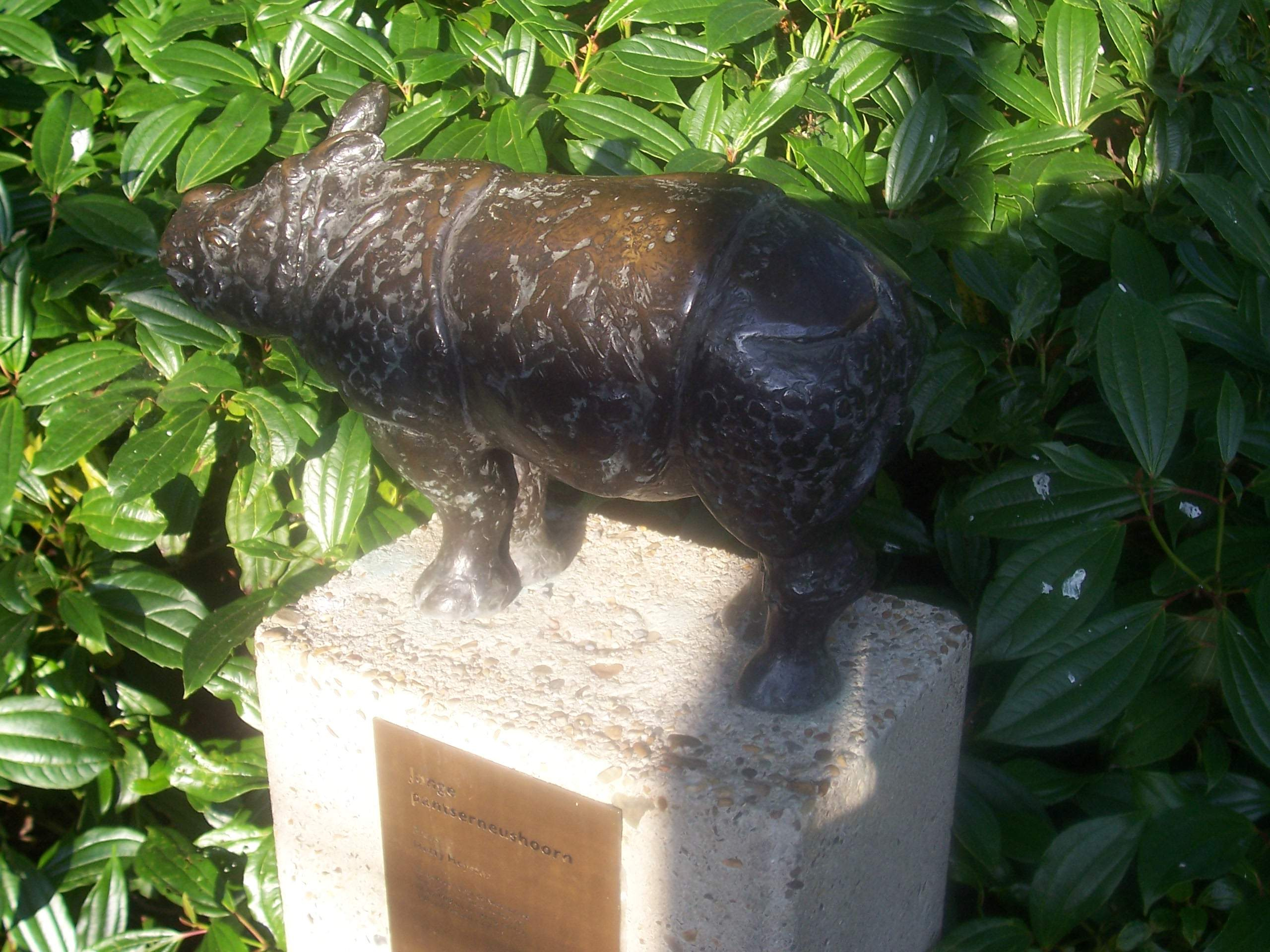
Jonge pantserneushoorn (1988)